# Herval Abreu
Herval Abreu (Santiago de Chile, 12 de dezembro de 1963) é um diretor, ator e produtor chileno. É filho do falecido diretor brasileiro Herval Rossano e da atriz chilena Doris Guerrero. Atualmente produz e dirige telenovelas no em seu país natal.

## Trabalhos
- 1991 - Villa Nápoli Canal13
- 1993 - Marrón Glacé Canal13
- 1994 - Champaña Canal13
- 1994 - Top Secret Canal13
- 1995 - Amor a domicilio Canal13
- 1995 - El amor esta de moda Canal13
- 1996 - Adrenalina Canal13
- 1997 - Rossabella
- 1998 - A todo dar
- 1999 - Algo está cambiando
- 2000 - La otra cara del espejo
- 2001 - Más que amigos Canal13
- 2003 - Machos Canal13
- 2004 - Tentación Canal13
- 2005 - Gatas & tuercas Canal13
- 2006 - Charly Tango Canal13
- 2009 - S.O.S. Corazón Rebelde Canal13
- 2010 - Primera Dama Canal13
- 2012 - Soltera otra vez Canal13
- 2013 - Las Vega's Canal13
- 2013 - Soltera otra vez 2 Canal13
- 2016 - Preciosas Canal13
- 2017 - Soltera otra vez 3 Canal13